# Ville-sur-Terre

Ville-sur-Terre este o comună în departamentul Aube din nord-estul Franței. În 1 ianuarie 2022 avea o populație de 97 de locuitori.